# Limassolla bengalensis
Limassolla bengalensis är en insektsart som först beskrevs av M. Firoz Ahmed 1972.  Limassolla bengalensis ingår i släktet Limassolla och familjen dvärgstritar.
Artens utbredningsområde är Bangladesh. Inga underarter finns listade i Catalogue of Life.